# ジョン・アンソニー・ウォーカー
ジョン・アンソニー・ウォーカー・ジュニア（John Anthony Walker Jr.、1937年7月28日 - 2014年8月28日）は、アメリカ合衆国の海軍軍人、私立探偵、スパイ。東西冷戦期、ソビエトに機密情報を売り渡し、米国海軍に史上最悪のダメージを与えた人物として知られる。

## 人物・来歴
1955年入隊。通信特技兵としてキャリアを歩み、1992年から1966年にかけて原子力潜水艦で勤務する。1967年、旧来型暗号機KL-47の規約を複写し、在米ソ連大使館に自身の技術をアピールした。1976年に退役後、探偵会社と盗聴器発見の会社を設立。退役を見越し、息子のマイケル・ウォーカー（海軍）、兄のアーサー・J・ウォーカー（海軍少佐）、通信員のジュリー・A・ホイットワースをリクルートしスパイ網を形成した。
妻のバーバラもデッド・ドロップの現場に同行したことがあるが、後に別居し1976年に離婚。
1984年、娘のローラ・ウォーカー・スナイダー（陸軍所属、スパイに誘われたが断っていた）に促され元妻のバーバラがFBIに通報。
1985年5月20に逮捕。10月に開廷した裁判の結果、ウォーカーは終身刑、マイケルは禁固25年となった。
1年以内に仮出所を控えていたが、2014年8月28日、ノースカロライナ州の連邦刑務所で死去。